# عبد القادر فريحة
 عبد القادر فريحة  (1942 -2012 الجزائر) هو لاعب كرة قدم جزائري.

## روابط خارجية
- عبد القادر فريحة على موقع قاعدة بيانات كرة القدم.إي يو (الإنجليزية)
- عبد القادر فريحة على موقع ناشيونال فوتبول تيمز (الإنجليزية)